# 絶叫学級
『絶叫学級』（ぜっきょうがっきゅう）は、いしかわえみによる日本の漫画作品。『りぼん』2008年10月号から2015年3月号まで連載された。

## 概要
日常生活に潜む落とし穴を、狂気や恐怖を交えて描くオムニバス作品。話数は「〇時間目」と表記するが、番外編は「課外授業」と別の表記を使っている。
2014年度第59回小学館漫画賞（児童向け部門）受賞作。2021年2月時点でシリーズ累計発行部数は400万部を突破している。
児童向けにノベライズが『集英社みらい文庫』より刊行されており、そちらは2023年6月時点で累計120万部を突破している。
現在は新シリーズ『絶叫学級 転生』（ぜっきょうがっきゅう てんせい）を『りぼん』2015年7月号より連載している。話数の表記は「授業〇」で、カウントも1から数え直している。

## 登場人物
黄泉（よみ）
下半身の無い少女の幽霊。読者を恐怖と狂気の世界へ案内する、本作品のストーリーテラー。複数の影らしき物を引き連れており、話やカットによっては髪をセットさせたり、お菓子を一緒に食べたりしている。
本編10話・11話（単行本3巻収録）でその正体が判明、本名は「秋元 優美（あきもと ゆみ）」。生前いじめにあっており、家庭科室をガス爆発させ、いじめの主犯格だった少女を道連れにして壮絶な死を遂げている。遺体の下半身は爆発で吹き飛んだことにより見つからず、その後は下半身が消失した幽霊として学校に潜んでいたが、祠に封印されていた「黄泉」という名の神に吸収される形で意識を乗っ取られ、以降は自身を「黄泉」と名乗り、恐怖の世界の案内人となった。
前述の黄泉の過去が明かされた回を除けば基本的に物語に直接関わることは無いが、本編4話（単行本2巻収録）では女学生を脅かそうとするもクッキーを貰ったことによりそれを止めており、本編23話・24話（単行本6巻収録）、本編34・35話（単行本9巻収録）、本編58・59話（単行本16巻収録）、課外授業（単行本8巻収録）、本編70・71話（単行本19巻収録）でも作中で姿を見せて物語に関わっている。
パラレルワールドを題材にした男女逆転の話（単行本10巻収録）では黄泉と同じ姿をした少年の霊が登場しており彼がオチを締めた。なお、彼も後に度々登場し、その際は黄泉男（よみお）と名乗っている。
単行本書き下ろし漫画「絶叫4コマ劇場」では13巻・15巻・16巻で黄泉（オリジナル）と共演しており、黄泉（オリジナル）のことを「姉さん」と呼んでいる。なお、彼は下半身は存在する模様

## 書誌情報

### 単行本
- いしかわえみ 『絶叫学級』 集英社 〈りぼんマスコットコミックス〉、全20巻
  1. 2009年1月15日発売[6]、ISBN 978-4-08-856864-5
  2. 2009年5月15日発売[7]、ISBN 978-4-08-856887-4
  3. 2009年10月15日発売[8]、ISBN 978-4-08-867016-4
  4. 2010年3月15日発売[9]、ISBN 978-4-08-867043-0
  5. 2010年7月15日発売[10]、ISBN 978-4-08-867064-5
  6. 2010年11月15日発売[11]、ISBN 978-4-08-867084-3
  7. 2011年2月15日発売[12]、ISBN 978-4-08-867098-0
  8. 2011年6月15日発売[13]、ISBN 978-4-08-867124-6
  9. 2011年10月14日発売[14]、ISBN 978-4-08-867146-8
  10. 2012年2月15日発売[15]、ISBN 978-4-08-867175-8 　
  11. 2012年5月15日発売[16]、ISBN 978-4-08-867200-7
  12. 2012年10月15日発売[17]、ISBN 978-4-08-867226-7
  13. 2013年2月15日発売[18]、ISBN 978-4-08-867250-2
  14. 2013年6月14日発売[19]、ISBN 978-4-08-867274-8
  15. 2013年7月12日発売[20]、ISBN 978-4-08-867276-2
  16. 2013年11月15日発売[21]、ISBN 978-4-08-867296-0
  17. 2014年2月14日発売[22]、ISBN 978-4-08-867313-4
  18. 2014年6月13日発売[23]、ISBN 978-4-08-867325-7
  19. 2014年10月15日発売[24]、ISBN 978-4-08-867341-7
  20. 2015年3月13日発売[25]、ISBN 978-4-08-867358-5
- いしかわえみ 『絶叫学級 転生』 集英社 〈りぼんマスコットコミックス〉、既刊24巻（2025年3月25日現在）
  1. 2015年10月23日発売[26]、ISBN 978-4-08-867392-9
  2. 2016年3月25日発売[27]、ISBN 978-4-08-867409-4
  3. 2016年8月25日発売[28]、ISBN 978-4-08-867427-8
  4. 2017年1月25日発売[29]、ISBN 978-4-08-867442-1
  5. 2017年6月23日発売[30]、ISBN 978-4-08-867464-3
  6. 2017年10月25日発売[31]、ISBN 978-4-08-867477-3
  7. 2018年4月25日発売[32]、ISBN 978-4-08-867496-4
  8. 2018年9月25日発売[33]、ISBN 978-4-08-867515-2
  9. 2019年2月25日発売[34]、ISBN 978-4-08-867537-4
  10. 2019年7月25日発売[35]、ISBN 978-4-08-867555-8
  11. 2020年2月25日発売[36]、ISBN 978-4-08-867577-0
  12. 2020年8月25日発売[37]、ISBN 978-4-08-867591-6
  13. 2020年12月24日発売[38]、ISBN 978-4-08-867608-1
  14. 2021年2月25日発売[4]、ISBN 978-4-08-867617-3
  15. 2021年6月24日発売[39]、ISBN 978-4-08-867626-5
  16. 2021年11月25日発売[40]、ISBN 978-4-08-867638-8
  17. 2022年3月25日発売[41]、ISBN 978-4-08-867657-9
  18. 2022年7月25日発売[42]、ISBN 978-4-08-867674-6
  19. 2022年11月25日発売[43]、ISBN 978-4-08-867689-0
  20. 2023年3月24日発売[44]、ISBN 978-4-08-867709-5
  21. 2023年10月25日発売[45]、ISBN 978-4-08-867736-1
  22. 2024年4月24日発売[46]、ISBN 978-4-08-867752-1
  23. 2024年9月25日発売[47]、ISBN 978-4-08-867770-5
  24. 2025年3月25日発売[48]、ISBN 978-4-08-867794-1

### 文庫本
- いしかわえみ 『絶叫学級 心も凍る!絶叫セレクション』 〈集英社文庫〉、既刊1巻（2017年1月18日現在）
  1. 2017年1月18日発売[49]、ISBN 978-4-08-619656-7

### ノベライズ
桑野和明（1巻 - 24巻）、はのまきみ（25巻 -）による小説版が集英社みらい文庫のレーベルで刊行されており、いずれも原作のエピソードより各巻の主題に沿った3、4話分をノベライズしている。
- 原作：いしかわえみ、著者：桑野和明、はのまきみ 『絶叫学級』 〈集英社みらい文庫〉、既刊36巻（2023年2月24日現在）
  1. 禁断の遊び 編（2011年6月3日発売[50]、ISBN 978-4-08-321021-1）
  2. 暗闇にひそむ大人たち 編（2011年9月5日発売[51]、ISBN 978-4-08-321041-9）
  3. くずれゆく友情 編（2012年1月5日発売[52]、ISBN 978-4-08-321066-2）
  4. ゆがんだ願い 編（2012年6月5日発売[53]、ISBN 978-4-08-321094-5）
  5. ニセモノの親切 編（2012年9月5日発売[54]、ISBN 978-4-08-321112-6）
  6. プレゼントの甘いワナ 編（2013年2月5日発売[55]、ISBN 978-4-08-321137-9）
  7. いつわりの自分 編（2013年6月5日発売[56]、ISBN 978-4-08-321156-0）
  8. ルール違反の罪と罰 編（2013年10月4日発売[57]、ISBN 978-4-08-321174-4
  9. 終わりのない欲望 編（2014年2月5日発売[58]、ISBN 978-4-08-321194-2）
  10. 悪夢の花園 編（2014年6月5日発売[59]、ISBN 978-4-08-321214-7）
  11. いじめの結末 編（2014年9月5日発売[60]、ISBN 978-4-08-321230-7）
  12. 家族のうらぎり 編（2015年1月5日発売[61]、ISBN 978-4-08-321246-8）
  13. 不幸を呼ぶ親友 編（2015年5月1日発売[62]、ISBN 978-4-08-321260-4）
  14. 死を招く都市伝説 編（2015年10月5日発売[63]、ISBN 978-4-08-321288-8）
  15. 呪われた初恋 編（2016年2月5日発売[64]、ISBN 978-4-08-321304-5）
  16. 満たされないココロ 編（2016年5月27日発売[65]、ISBN 978-4-08-321317-5）
  17. 笑顔の裏の本音 編（2016年9月23日発売[66]、ISBN 978-4-08-321337-3）
  18. ナイモノねだりの報い 編（2017年1月27日発売[67]、ISBN 978-4-08-321355-7）
  19. 人気者の正体 編（2017年5月26日発売[68]、ISBN 978-4-08-321372-4）
  20. いびつな恋愛 編（2017年8月18日発売[69]、ISBN 978-4-08-321390-8）
  21. つきまとう黒い影 編（2017年12月22日発売[70]、ISBN 978-4-08-321413-4）
  22. 悪意にまみれた友だち 編（2018年5月24日発売[71]、ISBN 978-4-08-321438-7）
  23. 災いを生むウワサ 編（2018年10月26日発売[72]、ISBN 978-4-08-321463-9）
  24. 悪魔のいる教室 編（2019年2月22日発売[73]、ISBN 978-4-08-321485-1）
  25. むきだしの願望 編（2019年6月28日発売[74]、ISBN 978-4-08-321507-0）
  26. 還り道のない旅 編（2019年10月24日発売[75]、ISBN 978-4-08-321531-5）
  27. 黄泉の誕生 編（2020年2月28日発売[76]、ISBN 978-4-08-321562-9）
  28. むしばまれた家 編（2020年6月26日発売[77]、ISBN 978-4-08-321580-3）
  29. 繰りかえすコドモタチ 編（2020年10月23日発売[78]、ISBN 978-4-08-321609-1）
  30. 見えない侵入者 編（2021年2月26日発売[79]、ISBN 978-4-08-321631-2）
  31. 赤い断末魔 編（2021年6月25日発売[80]、ISBN 978-4-08-321655-8）
  32. コンプレックスの奴隷 編（2021年10月22日発売[81]、ISBN 978-4-08-321684-8）
  33. ウワサ話の黒幕 編（2022年2月25日発売[82]、ISBN 978-4-08-321708-1）
  34. 報復ゲームのはじまり 編（2022年6月24日発売[83]、ISBN 978-4-08-321728-9）
  35. パーティーのいけにえ 編（2022年10月28日発売[84]、ISBN 978-4-08-321749-4）
  36. 恋人たちの化けの皮 編（2023年2月24日発売[85]、ISBN 978-4-08-321770-8）
  37. しのびよる毒親 編（2023年6月23日発売[86]、ISBN 978-4-08-321790-6）
  38. 黄泉に眠る記憶 編（2024年3月22日発売[87]、ISBN 978-4-08-321841-5）
  39. 檻のなかの怨念 編（2024年6月21日発売[88]、ISBN 978-4-08-321854-5）
  40. 罠に落ちたライバル 編（2024年10月25日発売[89]、ISBN 978-4-08-321876-7）

### 関連書籍
- いしかわえみ 『絶叫学級映画化スペシャル!』 集英社 〈SHUEISHA Girls Remix〉、全1巻
  1. 2013年6月14日発売、ISBN 978-4-08-113317-8

## ムービーコミック

### VOMIC
集英社ヴォイスコミックステーションサイト『VOMIC』にて、2011年2月15日に配信された。全1話。
声の出演
- 黄泉 - 石田晴香（AKB48）
- 白沢杏 - 河西智美（AKB48）
- 吉野美優 - 仁藤萌乃（AKB48）
- 学級委員 - 藤江れいな（AKB48）

### まんが動画
「まんが動画」はYouTubeに開設されている「りぼんチャンネル」のコンテンツのひとつで、漫画に声と音をつけた動画の形で試し読みができるようにしたもの。『絶叫学級 転生』のエピソードも配信されている。りぼんの最新話の試し読みとして2018年9月7日より度々配信。また、『絶叫学級』からもいくつかのエピソード1話を数回にわけて2018年10月12日から2018年10月25日にかけて全14回が公開された。
黄泉のキャストは、相馬弥憂（2018年 - 2019年）、勝又綾嘩（2019年 - 2020年）、水瀬真知（2020年 - 2021年）、 沢井真知（2021年 - 2024年）が担当してきた。

## ボイスドラマ
集英社みらい文庫の小説版の話数が100話（表記は100時間目）を突破した記念に、=LOVEのメンバー（佐々木舞香《優美／黄泉 役》、野口衣織《瑞希悠 役》、齋藤樹愛羅《田中詩織 役》）を主演とした、黄泉の誕生編のボイスドラマを配信した。
2020年2月21日から全4回、毎日更新。企画・製作：Go West、脚本：武田正憲（C&R社）。配信は無料で、集英社みらい文庫の公式サイトから視聴できる動画配信サイトの「みらい文庫チャンネル」アカウントと、まんが動画版と同じ「りぼんチャンネル」アカウントで共に公開されている。

## テレビ番組

### 短編アニメ
テレビ東京系列および関西地方の独立局の一部で放送されている朝のバラエティ番組『おはスタ』第2部『スーパーライブ』の毎週火曜日にて、2009年に『夢色パティシエール』に続き、本作品の紹介コーナーとして、正味3分程度の短編アニメを放送してから、2011年と2012年と2016年の計4回放送された。
全て語り部として黄泉が登場しており（冒頭スタジオのモニターに黄泉が出現する）、黄泉の声を担当したのは榎本温子。
- 2009年度 - 7月7日から8月11日（全6回）
- 2011年度 - 6月21日から7月12日（全4回）この時は本作品のみ。
- 2012年度 - 10月23日から11月6日（全3回）テーマ曲「ALICE同罪イノセント」（ALI PROJECT）
- 2016年度 - 4月26日（全1回）、『絶叫学級 転生』としての初の放送でスタジオパートでは恐怖おハンター ふう子（唯月ふうか）がPRしていた。

### 心霊番組
2019年8月14日にNHK総合テレビジョンで放送された番組「声優×怪談」で、「108人目の卒業生」「黒いプロフィール」のエピソードが放送された。
- 108人目の卒業生 - 緒方恵美、竹達彩奈
- 黒いプロフィール - 桑島法子

## 実写映画
2013年6月14日公開。
キャッチコピーは、『人間が、一番怖い。』
ストーリーは原作の「黄泉の真実」と「人間ランク」を中心に再構成されている。

### キャスト
- 荒樹加奈 - 川口春奈
- 高見沢リオ - 広瀬アリス
- 香取絵莉花 - 松岡茉優

原作には香取絵莉花に相当するキャラクターは登場しない。監督の佐藤徹也は「松岡茉優で当て書きしたキャラクター」だとコメントしている。
- 後藤アキラ - 栗原類
- 保坂まこと - 波瑠
- 黄泉 - 山本美月
- 桐谷敦子 - 松本花奈
- 山本花音 - 小山莉奈
- 増田彩華 - 池田エライザ

### スタッフ
- 原作 - いしかわえみ
- 監督 - 佐藤徹也
- 脚本 - 三浦有為子
- 音楽 - 塚本サイコ
- 主題歌 - 新山詩織「Don't Cry」　(ビーイング)
- 撮影 - 芦澤明子
- 編集 - 谷川純
- 製作 - リバプール、集英社、メ〜テレ、東宝
- 配給 - 東宝映像事業部